# Ramalina siliquosa
Espèce
Synonymes
Lichen siliquosus Huds.
Lichen scopulorum Retz.
Parmelia scopulorum Ach.
Ramalina crassa (Delise ex Nyl.) Motyka
La  Ramaline des rochers, Ramalina siliquosa est une espèce de lichens du littoral de l'Atlantique.

## Taxinomie

### Étymologie
Le genre Ramalina vient du latin ramus « rameau, branche », et du suffixe -ale, neutre de -alis, allusion aux ramifications du thalle. Siliquosa est également un terme latin silex (pierre, caillou), en référence à son habitat saxicole.

### Nomenclature
Ce lichen porte différents noms en français : ramaline, ramaline siliceuse, lichen arborescent.

## Description
Le thalle de cette ramaline des rochers se présente généralement sous la forme d'un petit buisson broussailleux vert grisâtre, de taille et de forme variable, avec des organes discoïdes reproducteurs (apothécies blanches à vert pâle) à l'extrémité des lanières aplaties et ramifiées, dressées ou retombantes, de 20 à 70 mm.

## Écologie

### Habitat
Macrolichen saxicole calcifuge, il affectionne les rochers plus ou moins siliceux de l'étage supralittoral, au niveau de la zone des embruns. Il peut être trouvé plus à l'intérieur des terres, mais jamais loin du littoral. Pouvant vivre avec une teneur en eau réduite (à l’état déshydraté, il est sec et cassant), il est aussi capable de se réhydrater (faculté de reviviscence).

### Répartition
- Mer du Nord, Manche, océan Atlantique Nord (Bretagne, Îles Britanniques).

## Utilisation
Cette espèce est broutée par les moutons aux îles Shetland.

## Galerie

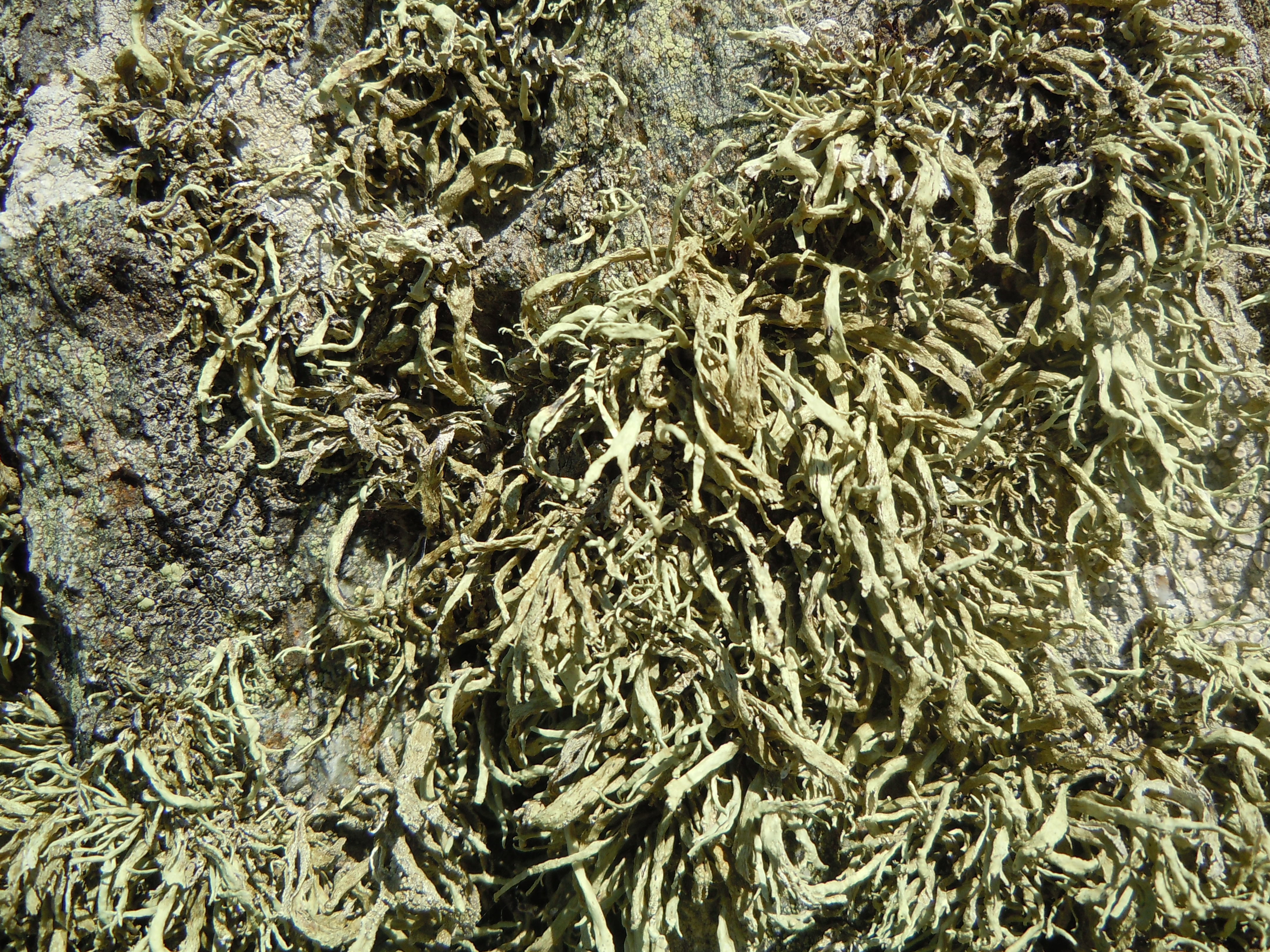
Sur un rocher à Belle-Île-en-Mer.
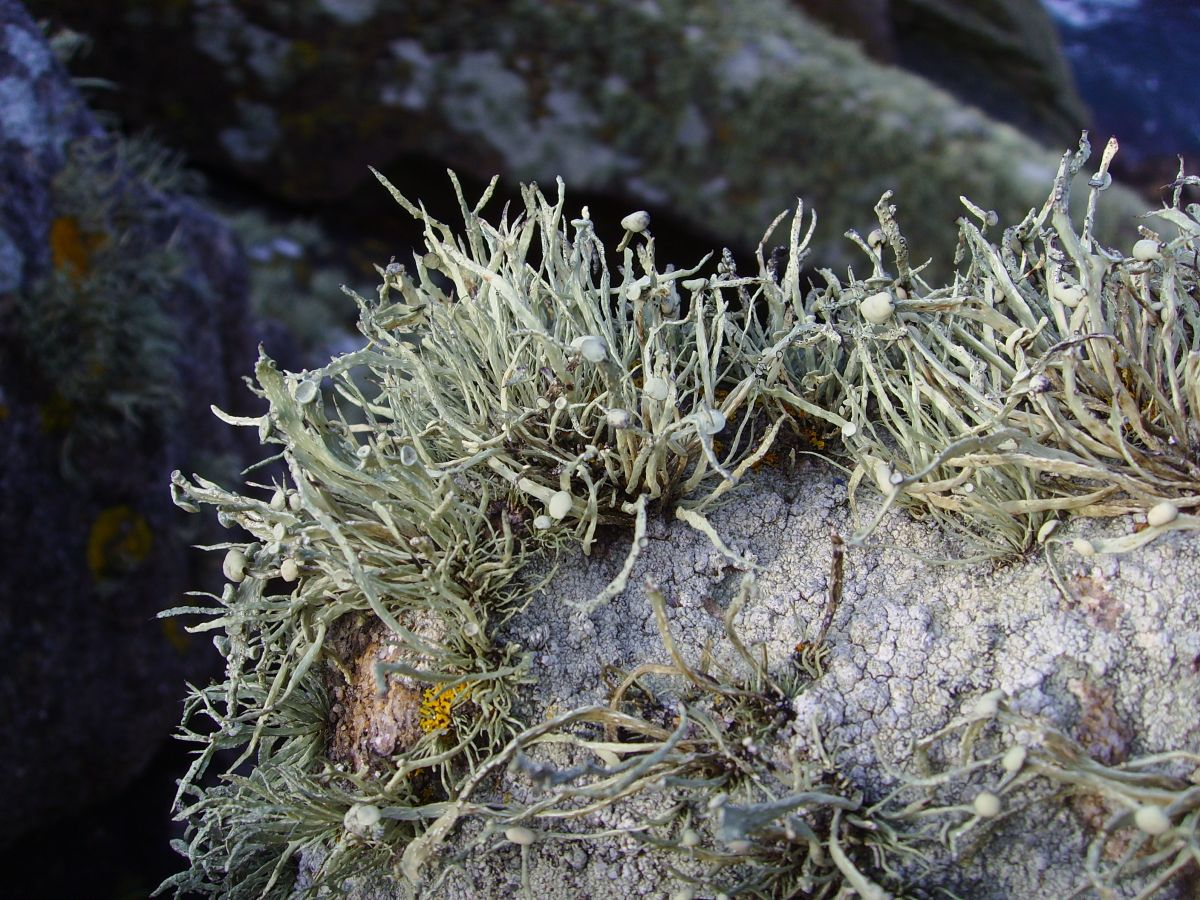
Sur un rocher de la pointe du Raz.
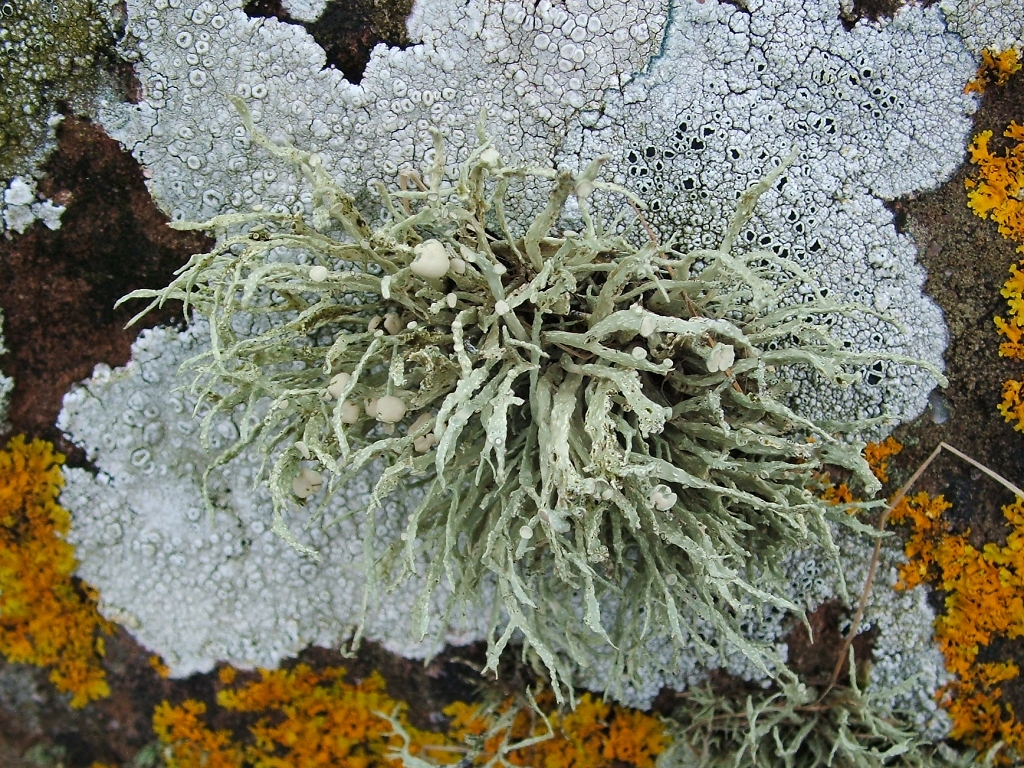
Sur un autre lichen. Apothécies en coupes et pycnides visibles sur les lanières.